# Roland Eller
Roland Eller (* 28. Juni 1936 in Winzenhohl) ist ein deutscher Kommunalpolitiker (CSU).

## Werdegang
Eller legte 1956 am heutigen Dessauer-Gymnasium in Aschaffenburg das Abitur ab. Er studierte Rechtswissenschaften in München und Würzburg und trat im Anschluss in den bayerischen Staatsdienst ein. Nach Tätigkeit beim Straßen-Neubauamt Bamberg kam er 1969 an das Landratsamt Aschaffenburg.
Mit Inkrafttreten der Kreisgebietsreform am 1. Juli 1972 wurde er Landrat des aus dem Landkreis Aschaffenburg und dem Landkreis Alzenau neu gebildeten Landkreis Aschaffenburg. Er wurde vier Mal im Amt bestätigt. Bei der Kommunalwahl 2002 trat er aus Altersgründen nicht mehr an.
Seit 1956 ist er Mitglied der katholischen Studentenverbindung KDStV Aenania München.

## Ehrungen
- 1979: Bayerische Umweltmedaille
- 1984: Landesentwicklungsmedaille
- 1988: Kommunale Verdienstmedaille in Silber (1988)
- 1993: Verdienstkreuz 1. Klasse
- 1995: Bayerischer Verdienstorden
- 2003: Kommunale Verdienstmedaille in Gold
- 2006: Ehrentitel Altlandrat